# Jana Kulan
Jana Kulan (7 de julio de 1987 en Bratislava) es una jugadora profesional de voleibol azerbaiyano de origen eslovaco, juega de posición 	receptor/atacante.

## Palmarés

### Clubes
Challenge Cup:
- 2011

Campeonato de Azerbaiyán:
- 2011, 2014

Campeonato de Corea del Sur:
- 2013

Campeonato de Japón:
- 2019, 2021
- 2022

Copa de Kurowashiki:
- 2019